# ليونهارت أويلر
ليونهارت أويلر (بالألمانية: Leonhard Euler تُلفظ بالألمانية: [ˈɔʏlɐ]  ( سماع)، باللاتينية: Leonhardus Eulerus) (ولد في 15 أبريل عام 1707 في بازل في سويسرا وتوفي في 18 سبتمبر عام 1783 في سانت بطرسبرغ بالإمبراطورية الروسية)، هو رياضياتي وفيزيائي وفلكي وعالم منطق ومهندس سويسري وضع اكتشافات مهمة ومؤثرة في معظم فروع الرياضيات كالحساب المتناهي الصغر ونظرية المخططات، كما أنه أسهم في عدة فروع أخرى مثل الطوبولوجيا ونظرية الأعداد التحليلية. ويعود له الفضل في إدخال كثير من المصطلحات والترميزات الرياضية ولا سيما في مجال التحليل الرياضي كمفهوم الدالة الرياضية مثلا. وهو مشهور أيضا بأعماله في الميكانيكا وديناميكا الموائع والبصريات وعلم الفلك ونظرية الموسيقى.
أويلر هو أعظم رياضي في القرن الثامن عشر وأحد أكبر الرياضيين في التاريخ. وهو أغزر الرياضياتيين إنتاجا على الإطلاق، لأنه ألف ما يتراوح بين الستين والثمانين مجلدا تفوق بها على أي شخص آخر في المجال. أنفق أويلر جزءا كبيرا من حياته البالغة في مدينة سانت بطرسبرغ الروسية وفي برلين التي كانت حينها عاصمة بروسيا.
قال عنه بيير سيمون لابلاس «اقرؤوا أويلر.. اقرؤوا أويلر فهو معلمنا جميعا».

## حياته

### نشأته

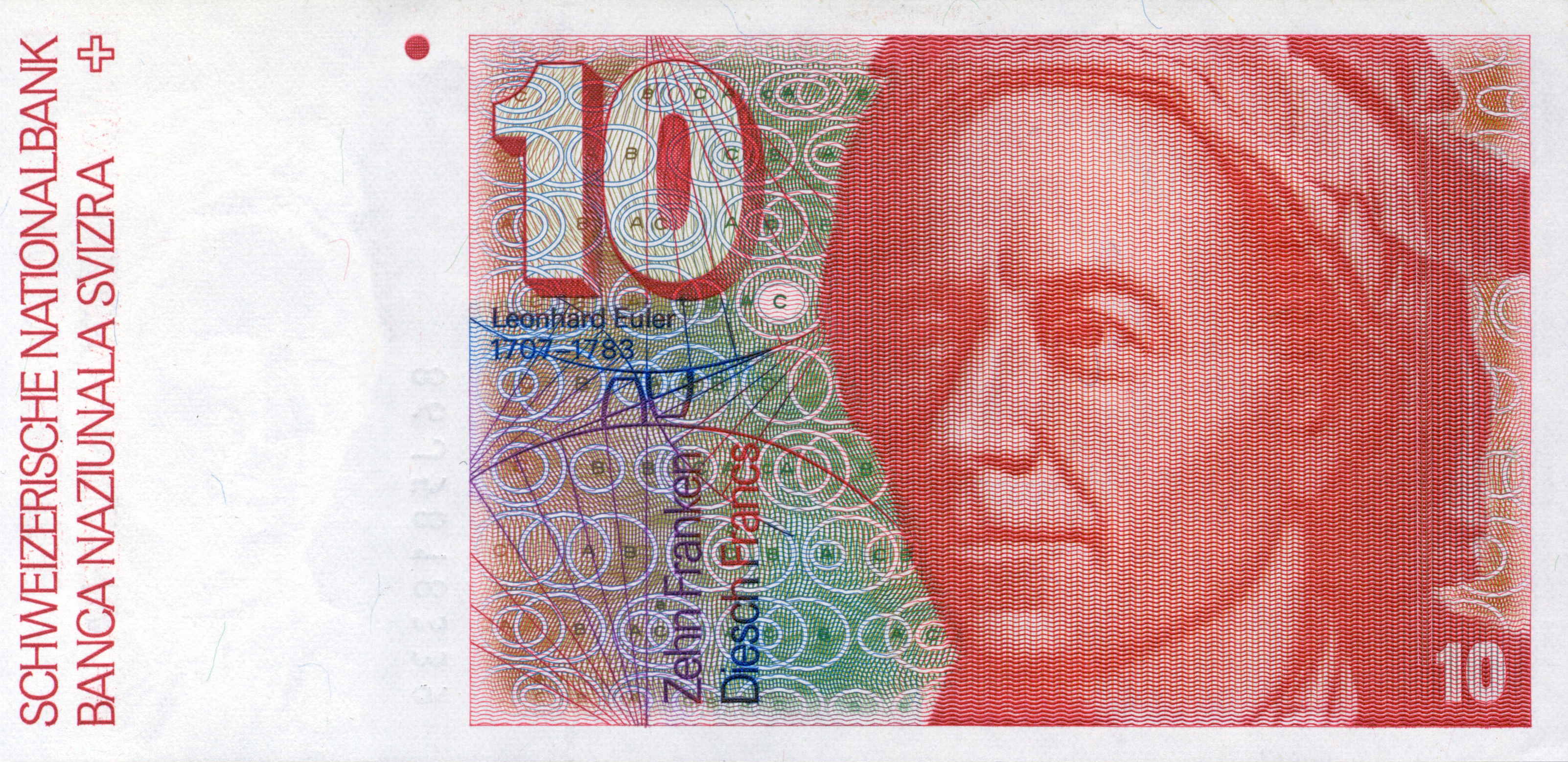
ورقة مالية سويسرية قديمة بقيمة عشر فرنكات تكريما لأويلر.

ولد ليونهارد أويلر في الخامس عشر من أبريل عام 1707 في بازل لپاول أويلر. وكان أبوه قسا. أما أمه مارجاريت بروكر فهي ابنة قس آخر. كان لديه أختان صغيرتان، الأولى تدعى آنا ماريا والثانية تدعى ماريا مجدلينا. بعد فترة قصيرة من ولادته انتقلت عائلة أويلر من بلدة بازل إلى بلدة ريهن التي بها أمضى ليونهارد معظم طفولته. كان الوالد پاول أويلر صديقا لعائلة برنولي - يوهان بيرنولي، الذي اعتُبر حينها من أعظم الرياضياتيين في أوروبا، ولاحقًا كان له تأثير عظيم على الابن ليونهارد أويلر. تلقّى أويلر تعليمه الابتدائي في بازل حيث أرسله أهله إلى جدته، أم أمه. عندما بلغ الثالثة عشر من عمره، التحق بجامعة بازل. وفي سنة 1723 حاز على الماستر في الفلسفة بعد كتابته لمقال قارن فيه فلسفة دكارت بفلسفة نيوتن. في هذه الفترة، تلقى أويلر دروسا من قبل يوهان برنولي الذي أعجب بالموهبة الخارقة لطالبه أويلر. وفي هذه الفترة أيضًا، درس أويلر علم اللاهوت واليونانية والعبرية بعد أن حثه أبوه على ذلك من أجل أن يصبح قسًا. ولكن يوهان برنولي استطاع إقناع والده أن ليونهارد ولد ليصبح رياضياتيا عظيما. في سنة 1726، أتم أولر مقالته عن انتشار الصوت بعنوان De Sono. في هذه الفترة حاول ليونهارد (دون جدوى) التقدم والحصول على منصب في جامعة بازل.

### سانت بطرسبرغ

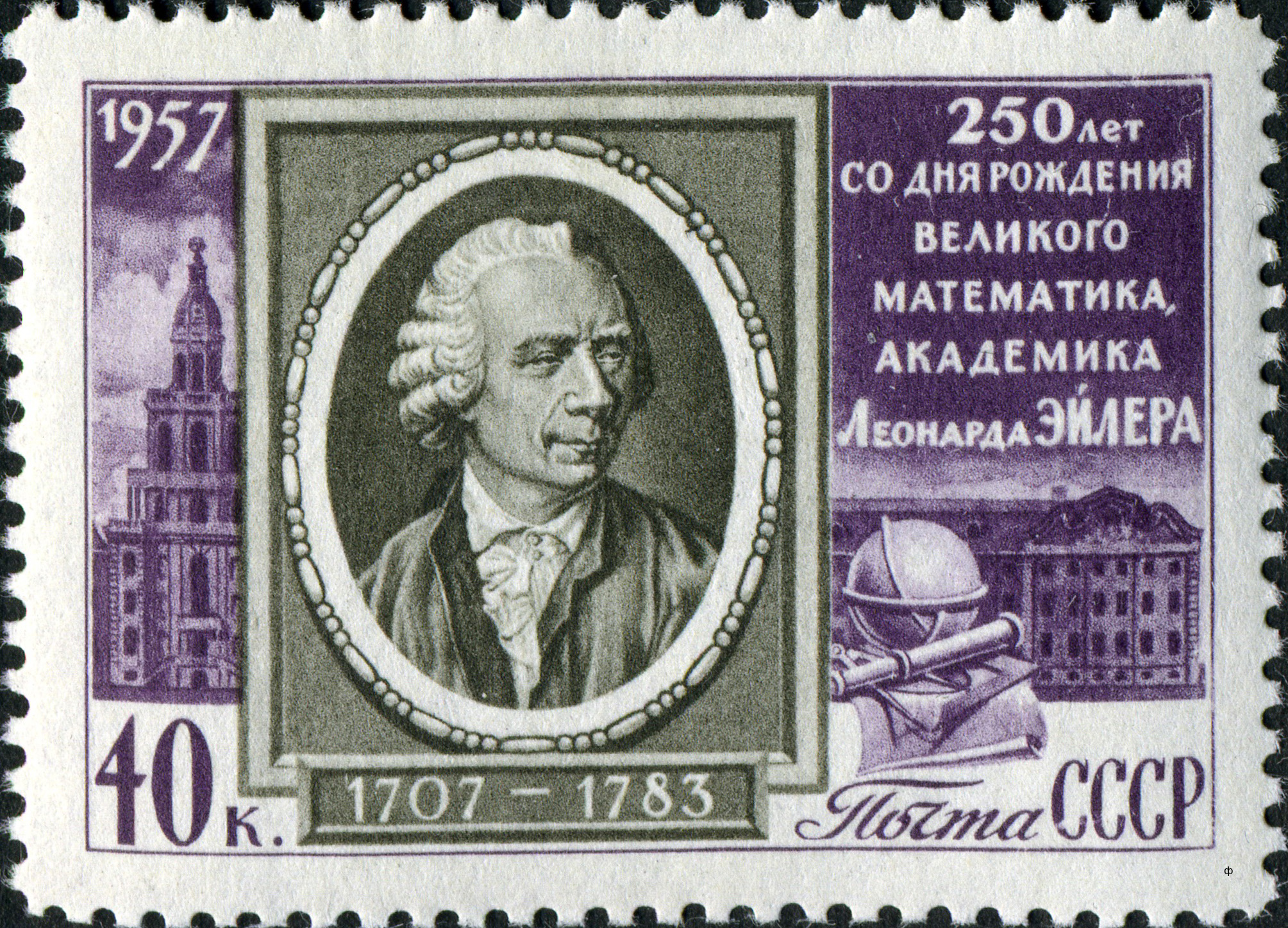
طابع بريدي طبع عام 1957 في الاتحاد السوفييتي سابقا، لإحياء الذكرى المائتين والخمسين لميلاد أويلر. كتب عليه ما يلي: 250 عاما بعد ميلاد عالم الرياضيات الكبير والأكاديمي ليونهارد أويلر.

### برلين

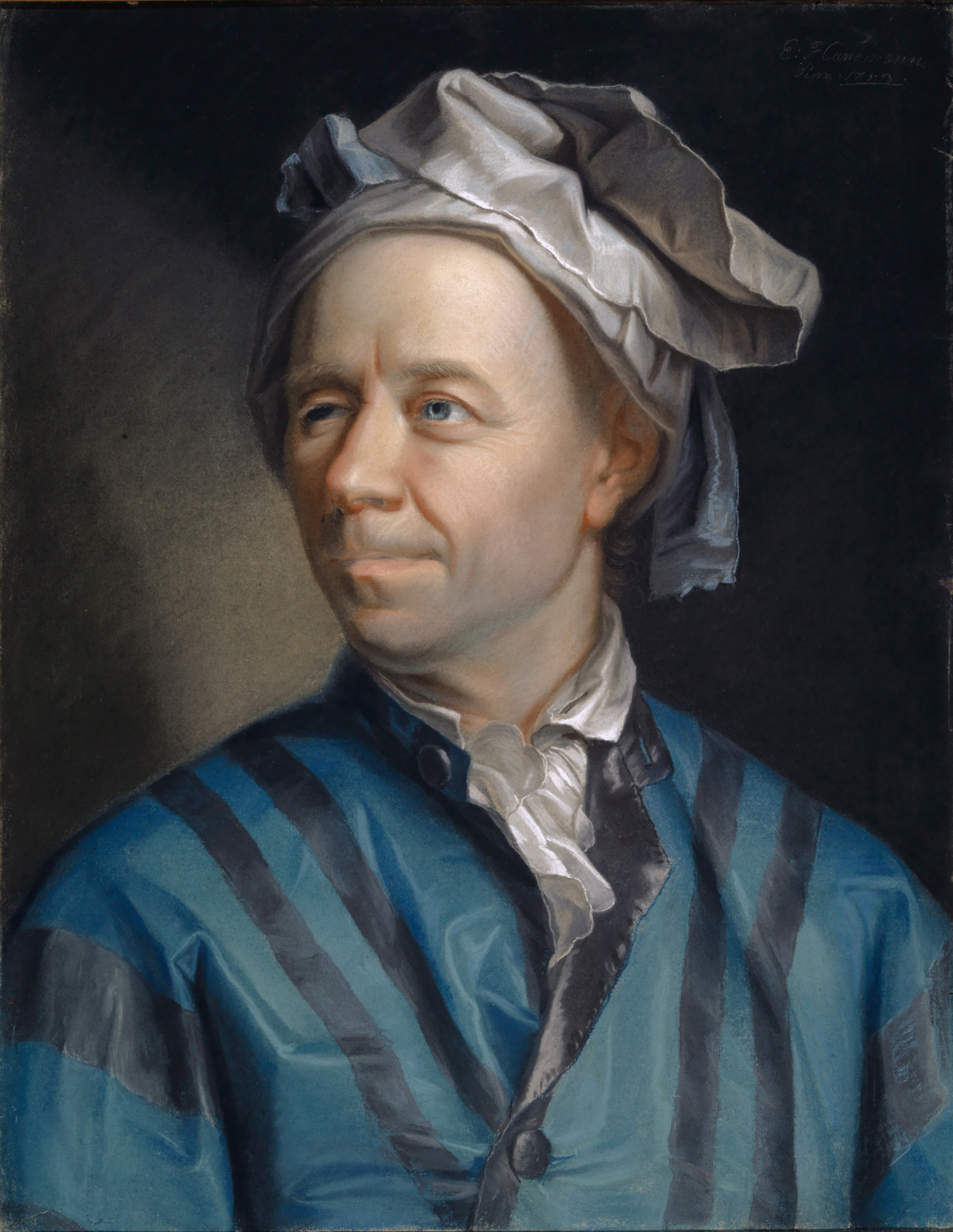
بورتريه لأويلر رسم من قبل إيمانويل هاندمان عام 1753 وهو يبين مشاكل صحية في عينه اليمنى. قد يتعلق الأمر بمرض الحول. تبدو العين اليسرى بصحة جيدة ولكنها أصيبت فيما بعد بمرض الساد.

### تدهور حالة بصره
تدهور بصر أويلر عبر مساره المهني في الرياضيات حيث أصيب عام 1735 بحمى كادت أن تودي بحياته، وبعد ذلك بثلاث سنوات، صار شبه أعمى بعينه اليمنى.

## إسهاماته في الرياضيات والفيزياء
وكان أويلر من الرياضيين النشيطين جدا حيث أن له أكثر من 886 إصدارا. كما ترجع العديد من الرموز المستعملة اليوم في الرياضيات إليه وحده كما يعتبره البعض مؤسس علم التحليل الرياضياتي. في سنة 1748 قام بنشر كتاب بعنوان Introductio in analysin infinitorum اكتسى فيه مفهوم الدالة صيغة محورية.

### الترميزات الرياضية
ينسب لأويلر استخدامه للرمز (f(x للدلالة على الدالة f لمتغير x، وتبنيه لاستخدام الرمز π للعدد المتسامي المعروف (نسبة محيط الدائرة إلى قطرها) وأنه استخدم الرمز ∑ sigma للمجموع والرمز i للعدد التخيلي وe لأساس اللوغاريتم النيبيري.

### التحليل
في القرن الثامن عشر كان تطوير الحساب المتناهي الصغر على رأس البحوث الرياضية، وكانت عائلة برنولي-وهم أصدقاء لأويلر-مسؤولة عن كثير من التقدم في هذا المجال. وتقديرا لجهودهم جعل أويلر دراسة الحساب المتناهي في الصغر موضع اهتماماته الرئيسية، وإن كانت بعض إثباتاته غير مقبولة بمقاييس الرياضيات الحديثة (خصوصا اعتماده على مبدأ عمومية الجبر)، وقد أدت أفكاره إلى تطورات عظيمة. كان أويلر مشهورا في التحليل باستعماله المكثف للمتسلسلات الاسية
مثل
{\displaystyle \mathrm {e} ^{x}=\sum _{n=0}^{\infty }{\dfrac {x^{n}}{n\,!}}=\lim _{n\to \infty }\left({\frac {1}{0\,!}}+{\frac {x}{1\,!}}+{\frac {x^{2}}{2\,!}}+\cdots +{\frac {x^{n}}{n\,!}}\right)\cdot }
ومن الجدير بالذكر أن أويلر أثبت مباشرة المتسلسلة الاسية لe ولدالة الظل العكسية.
وقد مكنه استخدامه الجريء للمتسلسلات الأسية من حل مسألة بازل الشهيرة في عام 1735 م (وقد قدم إثباتا أكثر تفصيلا في عام 1741 م).
{\displaystyle \sum _{n=1}^{\infty }{\dfrac {1}{n^{2}}}=\lim _{n\to \infty }\left({\frac {1}{1^{2}}}+{\frac {1}{2^{2}}}+{\frac {1}{3^{2}}}+\cdots +{\frac {1}{n^{2}}}\right)={\frac {\pi ^{2}}{6}}\cdot }
عرض أويلر استخدام الدوال الأسية واللوغاريتمات في البراهين التحليلية. كما اكتشف طرقا للتعبير عن الدوال اللوغاريتمية المختلفة باستخدام المتسلسلات الأسية. ونجح في تعريف اللوغاريتم للأعداد السالبة والمركبة، مما وسع مجال التطبيقات الرياضية للوغاريتمات. وقد عرف الدالة الأسية للأعداد المركبة واكتشف علاقتها بالدوال المثلثية. لكل عدد حقيقي φ، تنص صيغة أويلر على أن الدالة الاسية المركبة تحقق
{\displaystyle \mathrm {e} ^{\,\mathrm {i} \,\varphi }=\cos \varphi +\mathrm {i} \,\sin \varphi \,}
المتطابقة اسفله

{\displaystyle e^{i\pi }+1=0\,}

تفسير هندسي لصيغة أويلر

تسمى بمتطابقة أويلر وهي أكثر العلاقات بروزا في الرياضيات، كما نعتها ريتشارد فينمان.
و قد صوت قارؤو مجلة الذكاء الرياضي أجمل العلاقات الرياضية على الإطلاق. ومجملاً، يرجع الفضل إلى أويلر في ثلاث من أهم خمس علاقات في هذا المجال.
أدت علاقة أويلر مباشرة إلى صيغة دي موافر. بالإضافة إلى ذلك، وضع أويلر نظرية الدوال المتسامية العليا وقدم دالة غاما، وعرض طريقة جديدة لحل المعادلة الرباعية، ووجد طرقا لحساب التكامل ذي النهايات المركبة واخترع التكاملات المتغيرة والتي أدت إلى معادلة أويلر لاغرانج.
أدخل أويلر طرقا تحليلية لحل مشاكل نظرية الأعداد. وبهذا جمع فرعين مختلفين وجعلهما فرعا واحدا جديدا هو نظرية الأعداد التحليلية المتسلسلات الهندسية العليا والمتسلسلات والدوال المثلثية العليا ونظرية التحليل للكسور المستمرة. وكمثال، فقد أثبت لا نهائية الأعداد الأولية باستخدام تباعد السلسلة التوافقية وقد استخدم طرقا تحليلية لمعرفة توزيع الأعداد الأولية. عمل أويلر في هذا المجال أدى إلى تطوير نظرية الأعداد الأولية.

### نظرية الأعداد
يرجع اهتمام أويلر بنظرية الأعداد إلى تأثير أعمال صديقه كريستيان غولدباخ. وقد كانت معظم بدايات عمله في هذا المجال قائمة على أعمال بيير دي فيرما. وقد طور أويلر بعض أفكار بيير دي فيرما وأثبت خطأ بعض من حدسياته.
ربط أويلر طبيعة توزيع الأعداد الأولية بأفكار في التحليل. في هذا الاتجاه برهن على تباعد مجموع مقلوبات الأعداد الأولية. كما اكتشف العلاقة بين دالة زيتا لريمان والأعداد الأولية. يعرف ذلك ببرهان صيغة جداء أويلر بالنسبة لدالة زيتا لريمان.
برهن أويلر على متطابقات نيوتن وعلى مبرهنة فيرما الصغرى وعلى مبرهنة فيرما حول مجموع مربعين كما ساهم بشكل متميز في مبرهنة المربعات الأربع للاغرانج. اخترع أيضا الدالة المعروفة باسم مؤشر أويلر (φ(n، (عدد الأعداد الصحيحة الموجبة الأصغر من n والأولية معه). باستعمال خصائص هذه الدالة، عمم مبرهنة فيرما الصغرى لِما يعرف حاليا بمبرهنة أويلر. ساهم بشكل أساسي في نظرية الأعداد المثالية اللائي أبهرن علماء الرياضيات منذ أقليدس.
في عام 1772، برهن أويلر على أن العدد 231 − 1 = 2,147,483,647 هو عدد أولي لميرسين. وقد بقي هذا العدد حتى عام 1867 أكبر عدد أولي.

### الهندسة
برهن أويلر أنه في أي مثلث، النقط التسع التالية تنتمي إلى نفس الدائرة:
- نقاط تقاطع الارتفاعات الثلاثة بالأضلع المقابلة.
- منتصفات الأضلع الثلاثة.
- منتصفات القطع الثلاث اللائي يربطن مركز تقاطع الارتفاعات برؤوس المثلث الثلاثة.

تسمى هذه الدائرة دائرة أويلر.

### نظرية المخططات

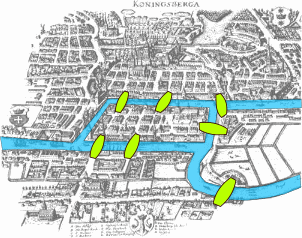
Map of كونيغسبرغ in Euler's time showing the actual layout of the جسور كونيغسبرغ السبعة، مبينة النهر بريغل والجسور.

في عام 1736، حل أويلر المعضلة المعروفة باسم جسور كونيغسبرغ السبعة. في مدينة كونيغسبرغ في بروسيا، الواقعة على نهر بريغوليا، كان يوجد جزيرتان كبيرتان، ترتبطان ببعضهما وباليابسة بواسطة سبعة جسور. تتمثل المعضلة في الإجابة على السؤال التالي: هل من الممكن إيجاد طريق يمر خلال الجسور السبعة، مرة واحدة، لا أقل ولا أكثر، بكل جسر، ثم العودة بعد ذلك إلى نقطة الانطلاق؟. الجواب على هذا السؤال هو النفي لأن هذا المخطط لا يحتوي على أي دارة أويلرية. يعتبر هذا الحل أول مبرهنة في نظرية المخططات، وبالتحديد في نظرية المخططات المستوية.

### الرياضيات التطبيقية
ثابتة أويلر-ماشيروني
{\displaystyle \gamma =\lim _{n\rightarrow \infty }\left(1+{\frac {1}{2}}+{\frac {1}{3}}+{\frac {1}{4}}+\cdots +{\frac {1}{n}}-\ln(n)\right).}

### الفيزياء والفلك
ساهم أويلر في تطوير معادلة شعاع أويلر-بيرنولي.

### الهندسة المدنية
أويلر معروف أيضا في مجال الهندسة الإنشائية حيث أعطى علاقة حساب القوة الحدية للعناصر التي تتعرض للتحنيب بسبب قوى الضغط.
{\displaystyle F={\operatorname {\pi ^{2}EI}  \over \operatorname {(KL)^{2}} }}
F : القوى الحديّة (للقوة الناظمية في العمود).
E : معامل المرونة (معامل يونغ).
I : عزم عطالة المقطع العرضي للعمود.
L : طول العمود.
K : معامل الطول الفعّال، ويتعلق بشروط استناد العمود من الطرفين:
العمود متمفصل من الطرفين (يسمح بالدوران)، K = 1.0.
العمود موثوق الطرفين، K = 0.50.
العمود متمفصل من طرف وموثوق من الطرف الآخر K = 0.699
العمود موثوق من طرف وحر من الطرف الآخر K = 2.0.
ويكون الجداء KL هو الطّول الفعّال للعمود.

### المنطق
أويلر هو أول من استعمل المنحنيات المغلقة للتعبير عن المنطق.
انظر إلى الرسم البياني لأويلر.

## إحياء ذكراه
وضعت صورة أويلر في الأوراق المالية السويسرية من فئة عشر فرنكات، كما وضعت في طوابع بريدية سويسرية وألمانية وروسية تكريما له.

## كتبه

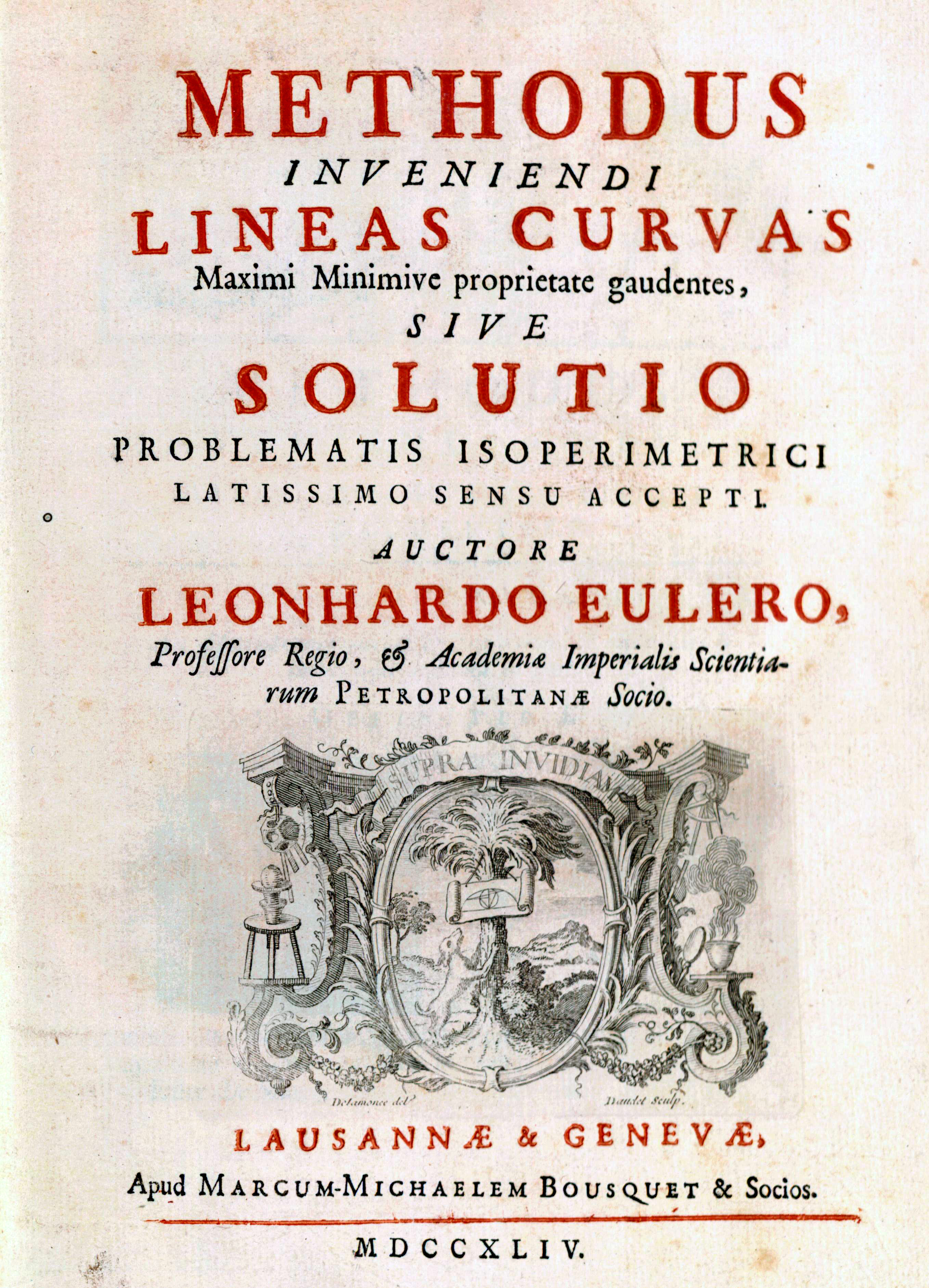
الصفحة الأولى لكتاب لأويلر عنوانه Methodus inveniendi lineas curvas والذي قد يترجم إلى : طريقة لإيجاد الخطوط المنحنية.

- عناصر من الجبر، يبتدأ هذا الكتاب في الجبر الأساسي بنقاش حول طبيعة الأعداد ويعطي مقدمة يسيرة الفهم إلى الجبر، متضمنا صيغا لحلول متعددات الحدود.
- Methodus inveniendi lineas curvas maximi minimive proprietate gaudentes, sive solutio problematis isoperimetrici latissimo sensu accepti (1744). العنوان اللاتيني يترجم إلى طريقة لإيجاد الخطوط المنحنية التي تتمتع بخاصيات القيم القصوى أو الدنيا، أو الحلول لمسائل ذات محيط ثابت في المعنى المقبول الواسع.[32]

## وصلات خارجية
- ليونهارت أويلر على موقع IMDb (الإنجليزية)
- ليونهارت أويلر على موقع الموسوعة البريطانية (الإنجليزية)
- ليونهارت أويلر على موقع إن إن دي بي (الإنجليزية)
- ليونهارت أويلر دوت كوم (بالإنجليزية)
- مقالة ليونهارت أويلر على موسوعة بريتانيكا (بالإنجليزية)
- أعمال ليونهارت أويلر في ليبري فوكس
- ليونهارت أويلر في شجرة علماء الرياضيات
- كيف فعلها أويلر تتضمن أعمدة تشرح كيف حلَّ أويلر عدة مسائل رياضية (بالإنجليزية)
- أرشيف أويلر (بالإنجليزية)
- لجنة أويلر - الأكاديمية السويسرية للعلوم (بالإنجليزية)
- مراسلات أويلر مع ملك بروسيا فريدرش العظيم – المكتبة الجامعية الرقمية في ترير (بالألمانية)